# Cirillo II di Gerusalemme
Cirillo II (in greco Kύριλλος B'; nato Konstantinos Kritikos; Vathy, 1792 – Istanbul, 1877) è stato il patriarca greco-ortodosso di Gerusalemme tra il 1845 e il 1872.

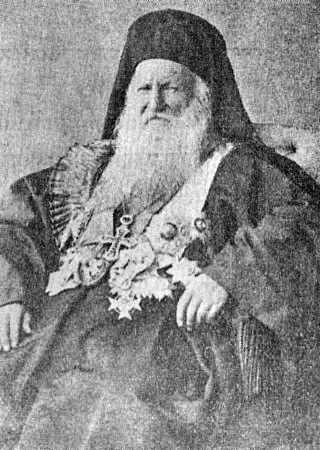
Cirillo II di Gerusalemme

Nacque nel 1792. Nel 1816 fu ordinato diacono, poi presbitero; fu abate del monastero. Nel 1835 divenne arcivescovo di Sebastea e nel 1838 di Lidia. Nel 1845 fu eletto Patriarca greco-ortodosso di Gerusalemme con il nome di Cirillo II dagli Agiotafiti (Confraternita del Santo Sepolcro) e rimase fino al 1872. Il 28 febbraio 1870, il sultano Abdülaziz I firmò un firmano che creò l'Esarcato bulgaro soggetto al Patriarcato ecumenico ma ancora come rappresentante del millet bulgaro nell'Impero ottomano. Cirillo II partecipò al Concilio di Costantinopoli, presieduto dal Patriarca ecumenico Antimo VI, nel settembre 1872, a cui parteciparono anche i patriarchi di Alessandria e Antiochia e che il 18/30 settembre dichiarò scismatico l'Esarcato bulgaro e scomunicò i suoi aderenti. Cirillo si oppose alla dichiarazione di scisma e rifiutò di sottoscrivere le decisioni del sinodo. Il 14 settembre 1872 Cirillo II lasciò il concilio di Costantinopoli con un piroscafo diretto a Giaffa e Gerusalemme. Fu detronizzato dal trono patriarcale il 12 dicembre 1872, in sua assenza. Cirillo II aveva molti sostenitori, soprattutto tra gli arabi cristiani, ma anche tra dignitari di alto rango, molti dei quali soffrirono a causa di ciò. Il successore di Cirillo al trono patriarcale, Procopio, rimase poco più di due anni; il 26 febbraio 1875, principalmente sotto la pressione della popolazione araba e del clero ortodosso, fu deposto. Notabili arabi di Gerusalemme volevano che l'ex patriarca Cirillo II fosse ricandidato al trono vacante, ma in un messaggio pastorale, pubblicato sui giornali, egli declinò questo invito per motivi di età avanzata. Morì nel 1877.